# Коричинці
Кори́чинці — село в Україні, у Вовковинецькій селищній громаді Хмельницького району Хмельницької області.

## Географія
Село розташоване у Хмельницькому районі східніше Деражні на правому березі річки Безіменної.

## Населення, його склад
Населення становить 768 осіб.
Римар Назар Русланович - заслужений лікар України.

## Історія
Роком заснування вважається 1431.
У люстрації 1469 року вказано, що королівські маєтності Новосілка з присілками Дерашів, Коричинці та іншими було в управлінні Яна Одровонжа за 1000 марок.
Колишній орган місцевого самоврядування — Коричинецька сільська рада.

## Транспортне сполучення
Поблизу села проходить магістральна електрифікована двоколійна залізниця напрямку Хмельницький-Жмеринка (далі на Вінницю, Київ та Одесу).
Курсують приміські електропоїзди сполученням Жмеринка — Хмельницький (кінцева зупинка — ст. Гречани у Хмельницькому) та зворотно.
На ст. Жмеринка можна здійснити пересадку до станцій:
- Козятин (Вінниця, Калинівка)
- Вапнярка (Рахни, Шпиків, Ярошенка)
- Могилів-Подільський (Бар)

## Пам'ятки

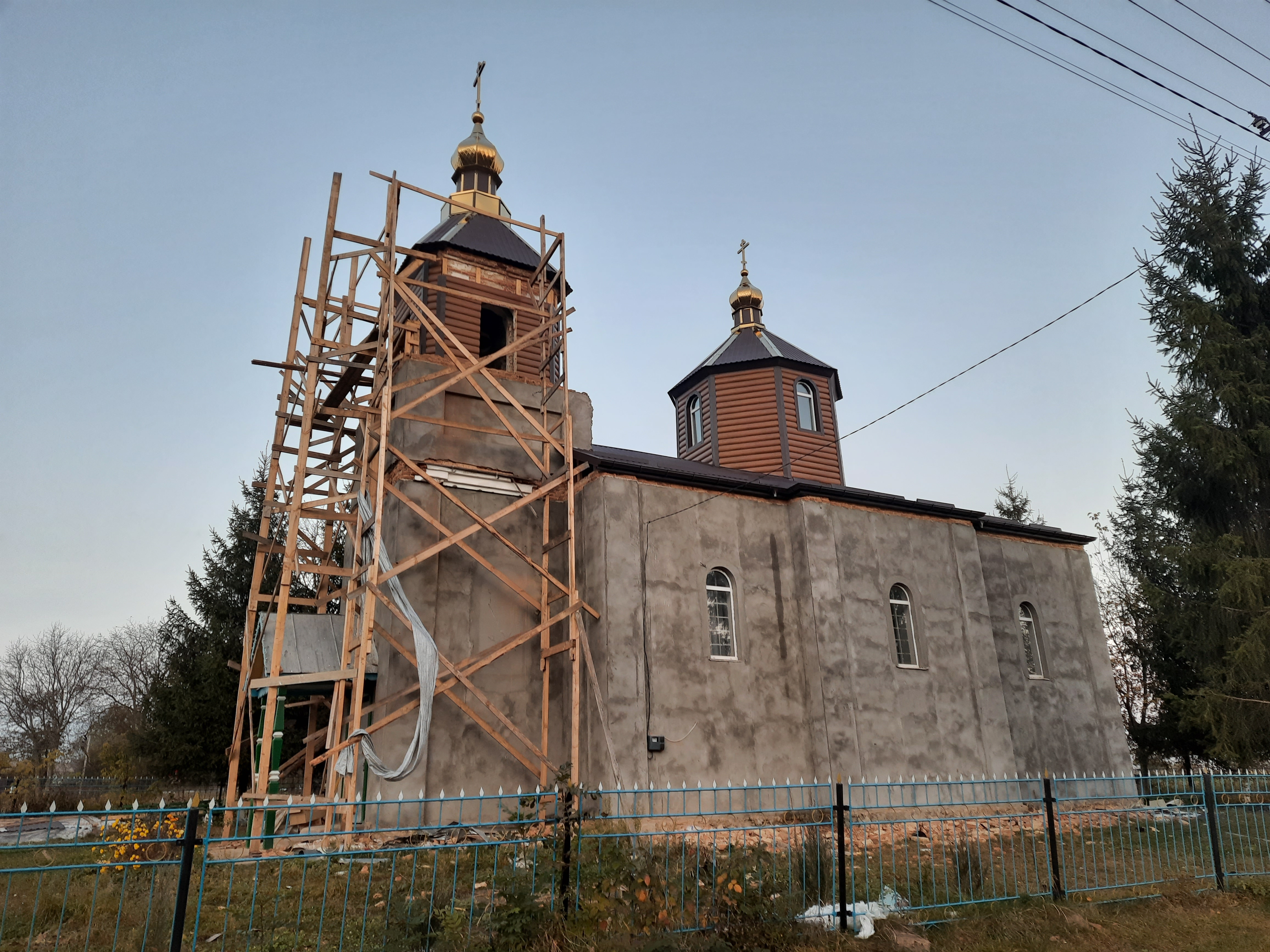
Церква Святої Параскеви
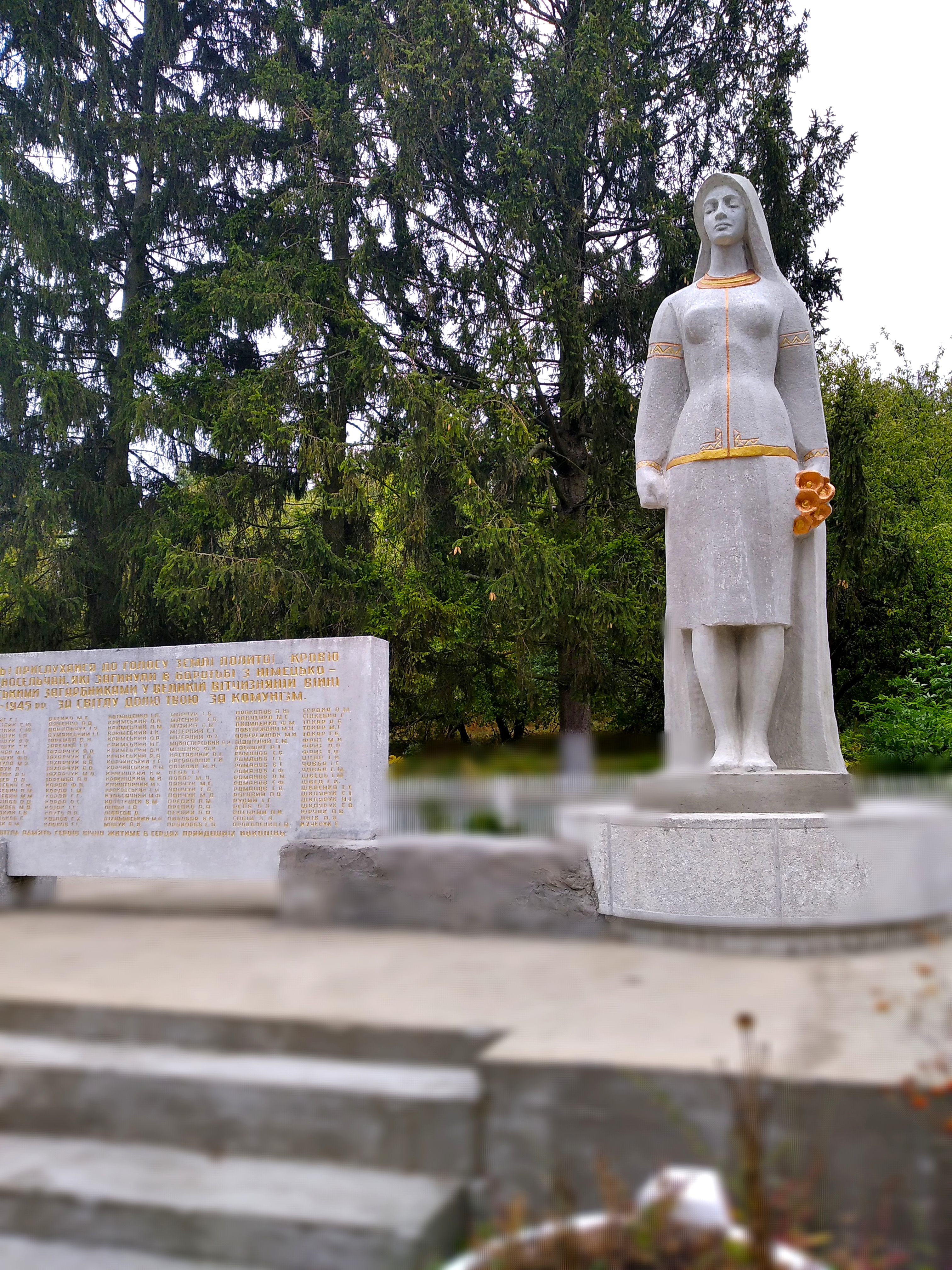
Пам'ятний знак на честь воїнів-односельчан
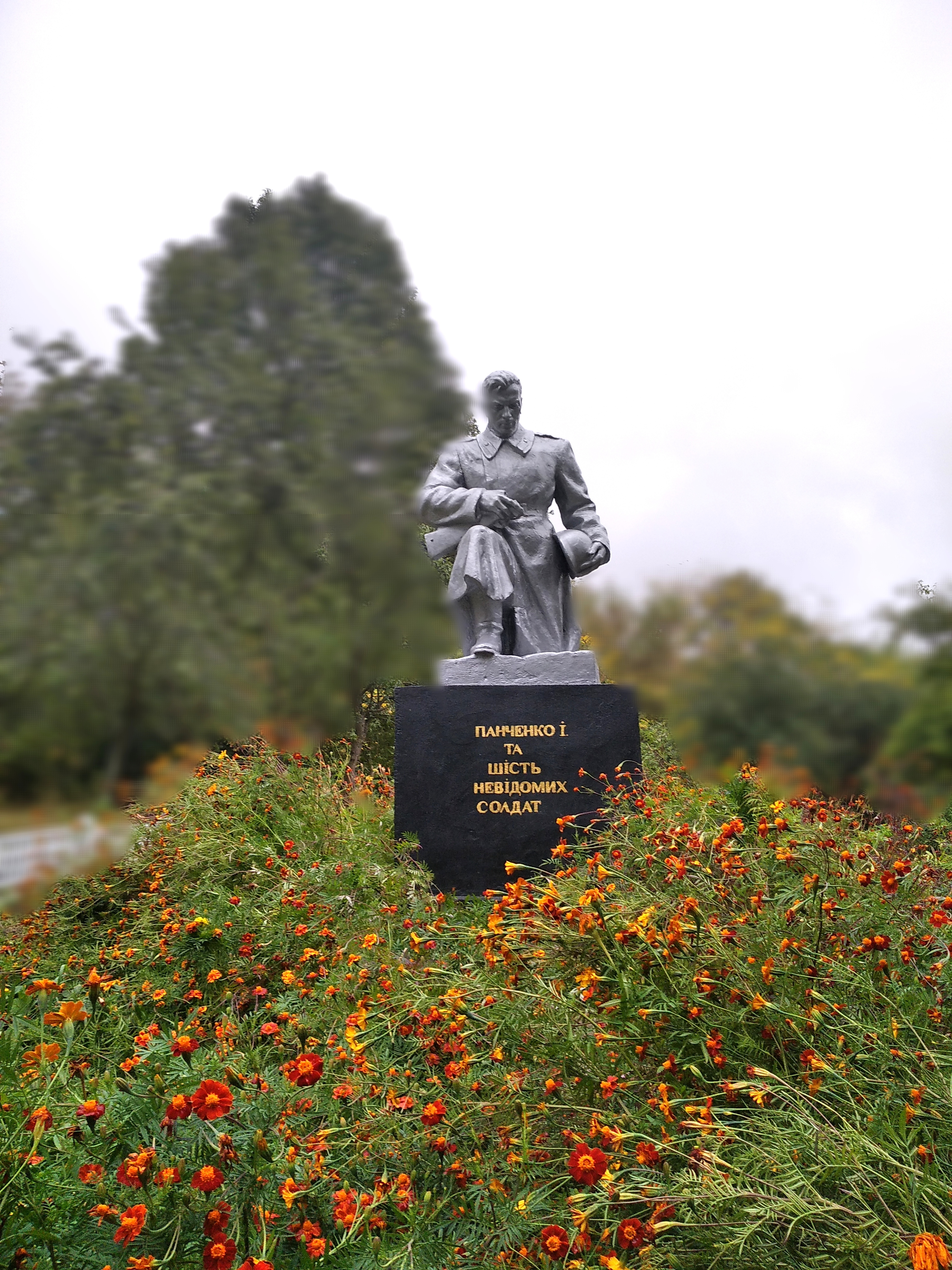
Братська могила радянських воїнів